# Nachvak-Fjord
Der Nachvak-Fjord (auch Nachvak Fiord) ist ein Fjord an der Ostküste der Labrador-Halbinsel im Osten Kanadas.
Der 44 km lange und 2,5 km breite Fjord liegt im Torngat-Mountains-Nationalpark. Die Wasserfläche des Fjords umfasst etwa 125 km². Die Bucht öffnet sich im Osten zur Nachvak Bay hin. Südlich des Nachvak-Fjords erhebt sich der 1652 m hohe Mount Caubvick. Nach Westen spaltet sich der Fjord auf. Nach Süden zweigt der 10,5 km lange Tallek Arm ab. Nach Westen führt der 13,2 km lange Tasiuyak Arm. Zuflüsse des Nachvak-Fjords sind Nachvak River und Palmer River.